# Morro do Salgueiro
El Morro do Salgueiro es una favela en Río de Janeiro, Brasil. Ubicada en el barrio de Tijuca, es muy conocida por ser la cuna de una de las principales escuelas de samba de la ciudad: la GRES Acadêmicos do Salgueiro.
La ubicación de Salgueiro, así como otras favelas de Tijuca, formaba parte de una antigua plantación de café de hasta fines del siglo XIX siendo una de las comunidades pioneras en existir. A partir de comienzos del siglo XX se dio el poblamiento de esta zona por parte de antiguos esclavos, migrantes nordestinos y extranjeros. Recibió su nombre a mediados de la década de 1920 en referencia al portugués Domingos Alves Salgueiro, comerciante instalado en Tijuca y que era propietario de 30 barracas en el lugar.
En 1934, los 7000 pobladores de la favela utilizaron la escuela de samba Azul-e-Branco como instrumento político para ganar en tribunales una acción que preveía la remoción de la favela. Antenor Gargalhada, presidente de la escuela de samba, que luego se fundiría a Depois eu Digo, actuó como uno de los primeros líderes comunitarios que se conoce en la ciudad y su escuela como una verdadera "asociación de pobladores".
Su ocupación y degradación se aceleró a partir de la década de 1940 con la llegada de gente de los más diversos estados del país contribuyendo a la formación de una de las más grandes favelas de la zona norte de la ciudad. Durante muchos años estuvo ocupada por traficantes de drogas hasta que en el 2010, la comunidad fue ocupada por la Policía Militar.